# Jorge Reyna
Jorge Reyna (Cuba, 10 de enero de 1963) es un atleta cubano retirado especializado en la prueba de triple salto, en la que consiguió ser subcampeón mundial en pista cubierta en 1989.

## Carrera deportiva
En el Campeonato Mundial de Atletismo en Pista Cubierta de 1989 ganó la medalla de plata en el triple salto, con un salto de 17.41 metros, tras el estadounidense Mike Conley (oro con 17.65 metros) y por delante de su paisano cubano Juan Miguel López (bronce con 17.28 metros).